# Sieglinde Frank
Sieglinde Frank (* 1937 in Stuttgart) ist eine deutsche Autorin und schwäbische Mundart-Dichterin.

## Leben
Während ihrer Kindheit im Krieg sowie der Jugend- und Ausbildungszeit lebte sie in Stuttgart. Nach ihrer Heirat zog sie nach Gerlingen, wo sie 38 Jahre verbrachte. Jetzt lebt sie seit 1997 in Bad Buchau.
Nach der Kinder- und Berufszeit als Bankangestellte begann sie mit dem Schreiben von Gedichten, hatte 2007 einen Auftritt in der SWR 4 Radiolaube, mehrere Autorenlesungen in Bad Buchau und Gerlingen und ist freie Mitarbeiterin der Schwäbischen Zeitung.

## Werke
- Sonne ond Rega. Für Schwoba ond Hochdeutsche. DMZG Druck- und Medienzentrum, Gerlingen, ISBN 978-3-927286-47-4
- Am Leba abguckt: heitere und besinnliche schwäbische Gedichte. Silberburg-Verlag, Tübingen 2008, ISBN 3-87407-784-5
- Gedichte: Sonne ond Rega für Schwoba ond Hochdeutsche. Druck- und Medienzentrum, Gerlingen 2005, ISBN 3-927286-47-8
- Die Feder: staunend, spitz und heiter. Bleicher, Gerlingen 1994, ISBN 3-921097-96-7
- Augenblicke : Mundart- und andere Gedichte. Bleicher, Gerlingen 1987, ISBN 3-88350-379-7